# ياكوب ماير
ياكوب ماير (بالألمانية: Jakob Mayr)‏ (و. 1924 – 2010 م) هو كاهن كاثوليكي نمساوي، توفي في سالزبورغ، عن عمر يناهز 86 عاماً.

## مناصب
تولى منصب أسقف كاثوليكي (منذ 20 مايو 1971)
- أسقف عنواني  [لغات أخرى]‏[2]
- أسقف مساعد  [لغات أخرى]‏[2]

.

## جوائز
حصل على جوائز منها:

Grand Officer of the Order of Honour for Services to the Republic of Austria ‏